# Бранко Младенович
Бранко Младенович (на сръбски: Бранко Младеновић или Branko Mladenović) е родоначалник на династията Бранковичи и властел при Стефан Душан.

## Биография
Най-старите известни членове на фамилията са баща му войводата Младен и чичо му Никола. Присъствието на братята Младен и Никола е отразено още в двора на Стефан Милутин. Впоследствие Младен служи и на Стефан Дечански. Територията на поземлените родови владения се е простира в района на Дреница, днешно Косово. Като гранични властели те енергично подкрепят военната кампания на Милутин срещу Византия.
Реалният възход на династията започва по времето на Стефан Дечански, когото те подкрепят в борбата му за престола срещу Стефан Константин. Като награда войводата Младен добива управлението на Требине и Драчевица, а брат му Никола е споменат като жупан в Северна Албания. След 1326 година войводата Младен умира и е наследен от сина си Бранко. Младен има и дъщеря – Радослава Бранкович женена за великия жупан Алтоман Войнович на Хум, от който брак се ражда бъдещият властел на западносръбските земи Никола Алтоманович.
От баща си Бранко поема управлението на Требине. В сблъсъка на Стефан Душан със Стефан Дечански Бранко взема страната на младия крал и се отличава в превземането на Охридската област, заради което е възнаграден с правото да я управлява, а след обявяването на Душан за цар получава и севастократорска титла от него.

## Семейство
Бранко Младенович има трима сина и една дъщеря:
- Никола Радоня – женен за Елена, сестрата на Иван Углеша Мърнявчевич и на Вълкашин;[5] по-късно се замонашва под името Герасим;
- Гъргур Голубич;
- Вук Бранкович;
- Теодора Бранкович (Войслава), омъжена за владетеля на Драч Георги Топия.[6]